# Гравитационный параметр
Гравитацио́нный пара́метр (обозначается μ) — произведение гравитационной постоянной на массу объекта:
{\displaystyle \mu =GM.\ }
Данное понятие используется в небесной механике и астродинамике. При этом для отдельных объектов Солнечной системы значение μ известно с большей точностью, чем отдельные значения гравитационной постоянной и массы соответствующего объекта (за счёт того, что гравитационный параметр может быть выведен всего лишь из продолжительных астрономических наблюдений, тогда как определение двух других величин требует более тонких измерений и экспериментов). В международной системе единиц гравитационный параметр имеет размерность м3с−2.
Символ μ используется также для обозначения и другой физической величины — приведённой массы.

## Обращение малого тела вокруг центрального тела
Центральное тело орбитальной системы может быть определено как тело, чья масса (M) значительно больше, чем масса обращающегося тела (m) — другими словами, M ≫ m. Данное приближение, стандартное в отношении планет, обращающихся вокруг Солнца, а также в отношении большинства спутников, значительно упрощает вычисления.
Для круговой орбиты вокруг центрального тела
{\displaystyle \mu =rv^{2}=r^{3}\omega ^{2}=4\pi ^{2}r^{3}/T^{2},\ }
где r — радиус орбиты, v — орбитальная скорость, ω — угловая частота обращения, а T — орбитальный период.
Данная формула может быть расширена для эллиптических орбит:
{\displaystyle \mu =4\pi ^{2}a^{3}/T^{2},\ }
где a — большая полуось орбиты.

## Связанные понятия
Гравитационный параметр Земли имеет отдельное название: геоцентрическая гравитационная постоянная. Её значение равно 398 600,4415(8) км3c−2 и известно с точностью примерно 1 к 500 000 000, что значительно точнее, чем известные значения гравитационной постоянной и массы Земли в отдельности (примерно 1 к 7000 для каждого из этих параметров).
Гравитационный параметр Солнца называется гелиоцентрической гравитационной постоянной и равняется 1,32712440018(8)⋅1020 м3с−2. Аналогичным образом говорят также о селеноцентрической и разнообразных планетоцентрических гравитационных постоянных, используемых для расчёта движений различных естественных и искусственных космических тел в гравитационных полях Луны и соответствующих планет. Гелиоцентрическая гравитационная постоянная, вопреки своему названию, уменьшается со временем, хотя и очень медленно; причиной этого служит потеря массы Солнцем за счёт излучения им энергии и испускания солнечного ветра. Скорость изменения гелиоцентрической гравитационной постоянной, измеренная по наблюдениям орбиты Меркурия, составляет {\displaystyle {\frac {1}{M_{\odot }G}}{\frac {\partial M_{\odot }G}{\partial t}}=(-6{,}13\pm 1{,47})\cdot 10^{-14}} год−1.